# Heinrich Albrecht
Heinrich Albrecht (Vienna, 24 luglio 1866 – Vienna, 1922) è stato un batteriologo austriaco.
Insegnante di anatomia patologica a Vienna e a Graz, compì studi su varie malattie, come peste e tubercolosi, e legò il suo nome alla nomenclatura del meningococco.